# Portland International Raceway
Le Portland International Raceway est un circuit de sports mécaniques situé à Portland, dans l'Oregon aux États-Unis.
Il accueille des épreuves des catégories American Le Mans Series jusqu'en 2006 et Champ Car jusqu'en 2007. Le circuit est rénové entre 2007 et 2008 mais le tracé reste quasiment le même. Des compétitions de sport s'y déroulent tout au long de l'année.
Le circuit est retenu au calendrier 2018 de l'Indycar en remplacement de celui de Watkins Glen.

## Historique

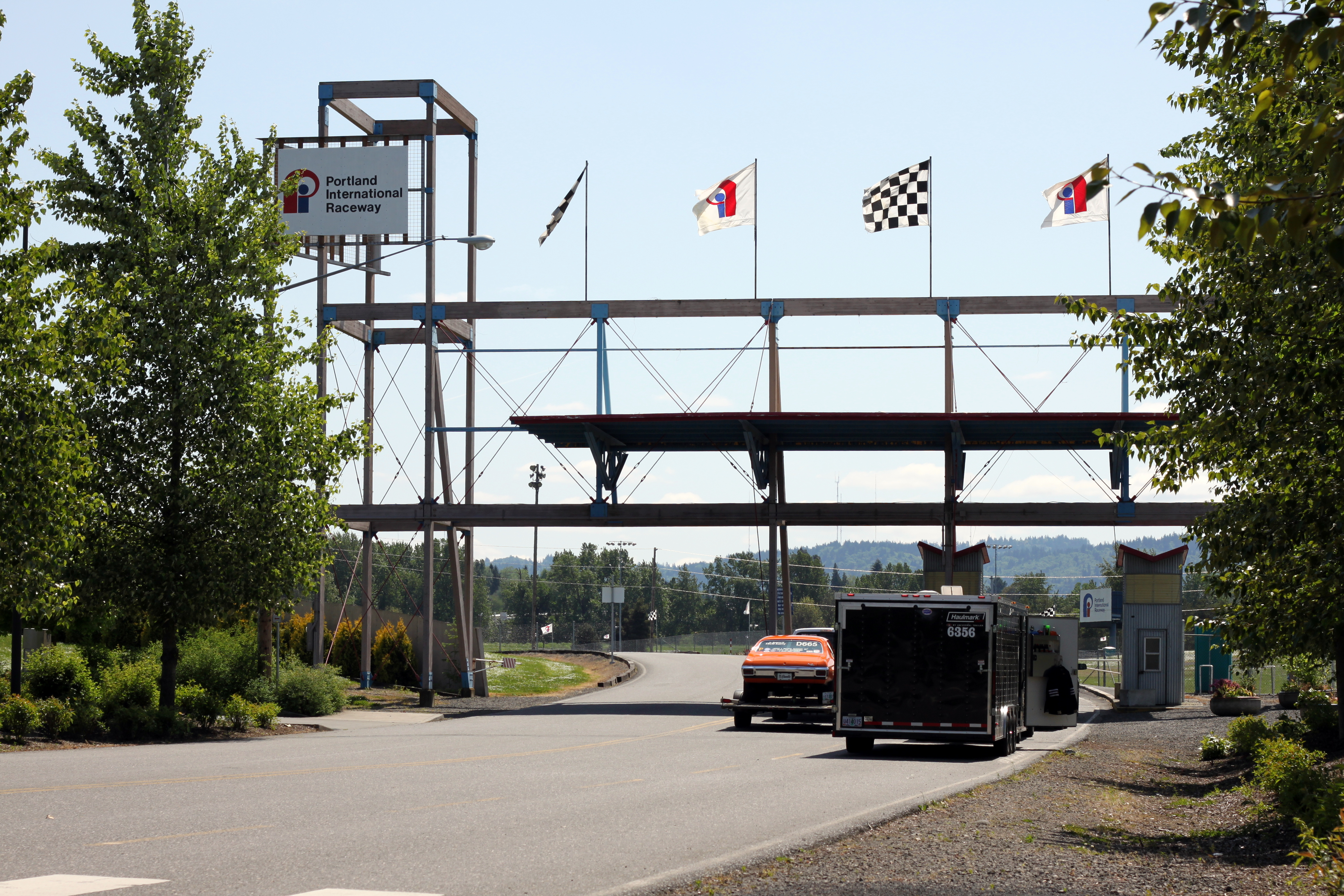
L'entrée

Le circuit est construit sur le site de Vanport City, un quartier ouvrier détruit en 1948 lors de la rupture d'une digue retenant le fleuve Columbia. Dans les années soixante, les premières courses empruntaient les anciennes rues et en étaient très dangereuses.